# Valedor do Pobo
Le Valedor do Pobo est le défenseur du peuple institué en Galice (Espagne) par un article du statut d'autonomie de 1981 de la Galice. Le défenseur du peuple de Galice est commissionné par le parlement de Galice. Légalement le statut du défenseur du peuple d'une communauté autonome d'Espagne est similaire à celui de tous les autres défenseurs du peuple du pays.

## Origine du Valedor do Pobo
La fonction de défenseur du peuple a été instituée en Galice institué en Galice (Espagne) en 1981 par l'article 14 du statut d'autonomie de la Galice. Ces dispositions statutaires ont été développées par la loi 6/1984, du 5 juin 1984.

## Nomination
Le défenseur du peuple galicien est élu par le parlement de Galice par une majorité qualifiée (les 3/5 des membres du parlement) pour une durée de 5 ans. 

## Compétences
À son initiative ou sur plainte d'un citoyen, le défenseur du peuple galicien a compétence pour connaitre les affaires mettant en cause l'activité des  institutions propres à la communauté autonome de Galice, ainsi que celles de toutes les entités et entreprise publiques qui en sont dépendantes. Sa compétence couvre aussi l'activité des administrations locales (provinciale, municipale, etc.) lorsqu'elles agissent dans des matières de la compétence de la communauté autonome.

## Activités
Chaque année le défenseur du peuple galicien rend compte au parlement de Galice de son activité en présentant un rapport (informe ordinario) en séance.
- Les mineurs
- Les malades
- Les nouvelles technologies

## Personnes ayant occupé le poste
- Xosé Cora Rodríguez, du 8 juin 1990 à 2002.
- Xosé Ramón Vázquez Sandes, du 1er mars 2002 à 2007.
- Benigno López González, du 22 juillet 2007 au 15 mai 2012.
- José Julio Fernández Rodríguez, 25 mai 2012[2]. À titre intérimaire.
- Milagros Otero Parga, 2 septembre 2015[3]-2019.
- Dolores Fernández Galiño depuis août 2019.